# Brain Damage
Brain Damage és el novè tema de l'àlbum The Dark Side of the Moon del grup britànic de rock progressiu Pink Floyd, aparegut el 1973. Fou composta per Roger Waters, i juntament amb Eclipse, la següent peça del disc, foren les úniques compostes totalment per Waters.

## Composició
El tema té un tempo generalment lent i dura al voltant de 4 minuts. Originalment la cançó es deia Dark Side of the Moon, però a causa de moltes repeticions de la frase "I'll see you on the dark side of the moon", l'àlbum al final es va dir amb el nom definitiu, mentre que el tema es va convertir en Brain Damage. A la ràdio sonaven junts els temes Brain Damage i Eclipse, a causa del seu encadenament.
Roger Waters va prendre com a tema les dificultats mentals de Syd Barrett, amb la frase "I'll see you on the dark side of the moon" que explica també la relació entre Waters i Barrett tot i el seu problema mental. La frase "And if the band you're in starts playing different tunes..." evoca Syd Barrett i el seu comportament cap a la fi de la seva col·laboració amb el grup. També hi ha una frase molt cèlebre "The lunatic is on the grass...". La lletra del final de la cançó fa referència a una "lobotomia frontal".
Al costat de la instrumentació convencional de rock, Pink Floyd va afegir sintetitzadors al seu so. Per exemple, van experimentar amb un EMS VCS 3 a «Brain Damage» i «Any Colour You Like», i un Synthi A a «Time» i «On the Run».

## Enregistrament
El road mànager de la banda Peter Watts (pare de l'actriu Naomi Watts va contribuir amb els riures que apareixen a «Brain Damage» i «Speak to Me».

## Músics
- Roger Waters - baix, veu a les estrofes
- David Gilmour - guitarres, feetback, veu als refranys
- Richard Wright - piano
- Nick Mason - bateria